# Понту-Белу
Понту-Белу (порт. Ponto Belo)  —  муниципалитет в Бразилии, входит в штат Эспириту-Санту. Составная часть мезорегиона Северное побережье штата Эспириту-Санту. Входит в экономико-статистический  микрорегион Монтанья. Население составляет 6514 человек на 2006 год. Занимает площадь 356,156 км². Плотность населения — 18,3 чел./км².
Юго-западнее начинается река Итаунас.

## История
Город основан 30 марта 1994 года.

## Статистика
- Валовой внутренний продукт на 2003 составляет 20.533.080,00 реалов (данные: Бразильский институт географии и статистики).
- Валовой внутренний продукт на душу населения на 2003 составляет 3.208,80 реалов (данные: Бразильский институт географии и статистики).
- Индекс развития человеческого потенциала на 2000 составляет 0,696 (данные: Программа развития ООН).